# بوخارالوث
بلدية بُرج العروس أو (نقحرة: بوخارالوث) (بالإسبانية: Bujaraloz) هي بلدية تقع في مقاطعة سرقسطة التابعة لمنطقة أرغون شمال شرق إسبانيا.

## الديموغرافيا
بلغ عدد سكان بلدية برج العروس 1.048 نسمة عام 2011 (وفقاً للمعهد الوطني الإسباني للإحصاء).
| 1.035 | 1.0q8 | 1.004 | 1.020 | 1.022 | 1.048 | 1.048 |

## أعلام
- مارتن كورتيس دي ألباكار